# エルムポリ
エルムポリ（ギリシア語: Ερμούπολη / Ermoúpoli）は、ギリシャ共和国南エーゲ地方のキクラデス諸島にあるシロス島の主要都市。南エーゲ地方の首府でもある。

## 名称
この町は「ヘルメースの町」を意味し、カサレヴサではエルムポリス（ギリシア語: Ἑρμούπολις / Ermoupolis, Hermoupolis）と綴られる。

## 地理
シロス島の東岸中央部に位置する港湾都市である。

## 歴史
エルムポリの町は、1820年代のギリシャ独立戦争の際、すでに存在したアノ・シロスの集落の延長として建設された。小アジアからの難民によって1822年に当地に作られた集落が、ギリシアで初となる難民の集落だと考えられている。すぐに町はギリシャの商工業的中心地となり、エルムポリ港の重要度が増した。1856年にエルムポリに設立されたギリシャ汽船会社は有名であり、数々の船舶がシロス島の造船所で造られた。19世紀に入るとピレウスに地位を奪われ、その後の数十年間で町は衰退した。しかし、現在ではサービス業に基盤を置くことにより、エルムポリの経済は急成長した。

## 行政区画

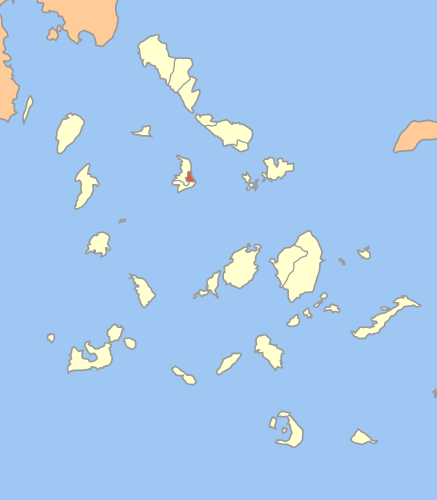
旧キクラデス県におけるエルムポリ市（1999年 - 2010年）

### 旧自治体（ディモティキ・エノティタ）
エルムポリ地区（Δημοτική ενότητα Ερμουπόλεως）は、シロス＝エルムポリ市を構成する行政区（ディモティキ・エノティタ）である。かつてはキクラデス県に属する自治体・エルムポリ市（Δήμος Ερμουπόλεως）であったが、カリクラティス改革にともなう自治体統廃合（2011年1月施行）によって、シロス＝エルムポリ市が編成された。

## 姉妹都市
- エル・プエルト・デ・サンタ・マリーア、スペイン

## 著名な出身者
- ディミトリオス・ヴィケラス(1835-1908、国際オリンピック委員会初代会長)
- オルガ・ブルマス (1949-、詩人・通訳)
- ステリオス・メナス (1957-、俳優)